# Massaga delicia
Massaga delicia är en fjärilsart som beskrevs av Butler 1868. Massaga delicia ingår i släktet Massaga och familjen nattflyn. Inga underarter finns listade i Catalogue of Life.